# 新科羅特奇
新科羅特奇（羅馬化：Novyi Korotych）是乌克兰哈爾科夫州哈爾科夫區皮索欽市鎮的鄉村居民點，坐落於州首府哈爾科夫市中心西南偏西16公里处，在東面與科羅特奇接壤。